# Kirgisisch-tadschikischer Grenzkonflikt

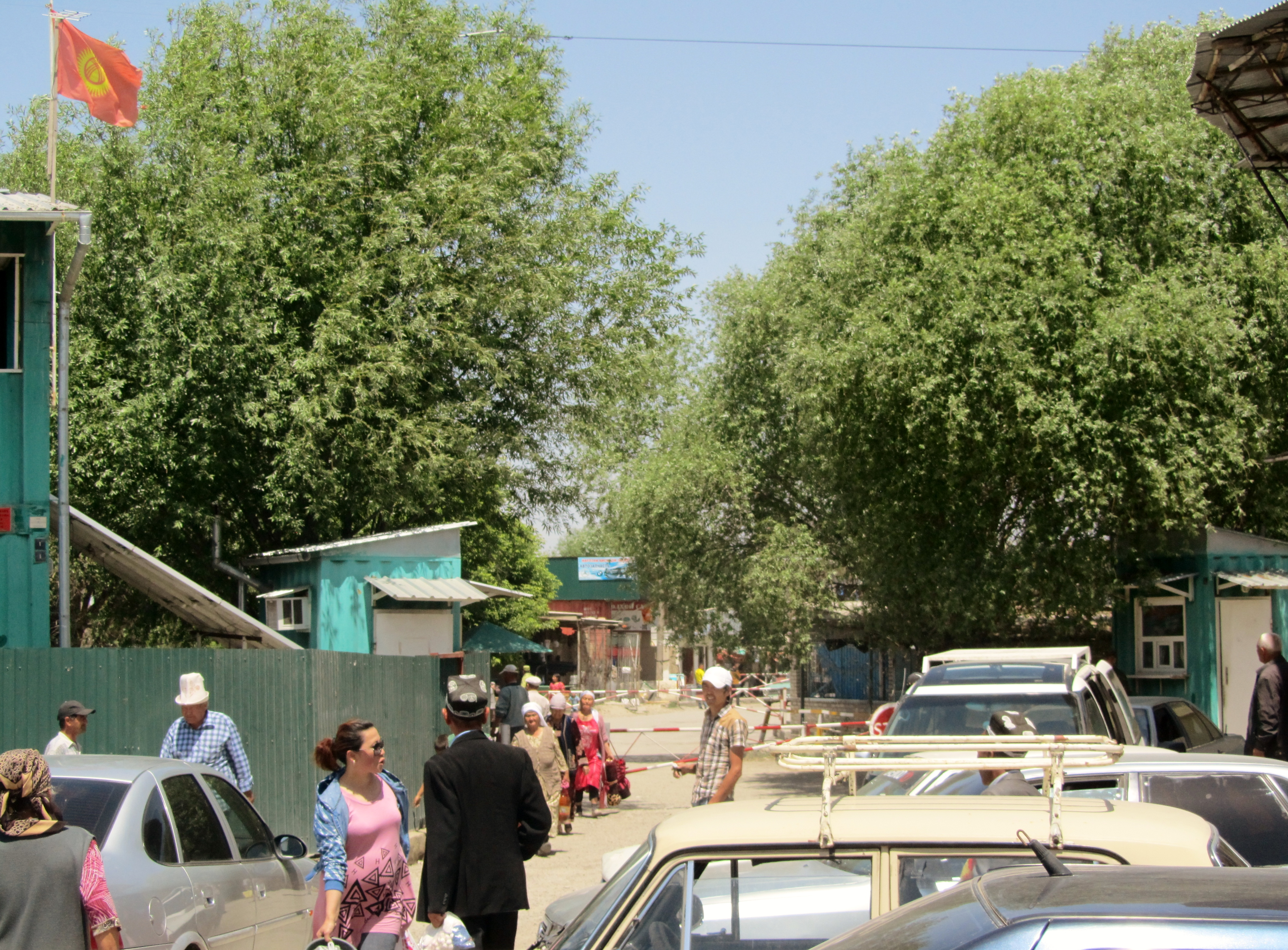
Grenzübergang zwischen Kirgisistan und Tadschikistan

Der Kirgisisch-tadschikische Grenzkonflikt ist ein Konflikt zwischen Kirgisistan und Tadschikistan, der auf gegensätzliche Gebietsansprüche im Grenzgebiet der beiden Staaten zurückzuführen ist. Die unklare Grenzziehung ist regelmäßig Auslöser für teilweise bewaffnete Auseinandersetzungen zwischen Kirgisen und Tadschiken in den umstrittenen Gebieten und maßgeblich für die kirgisisch-tadschikischen Beziehungen.

## Hintergrund
Der Grenzkonflikt zwischen Kirgisistan und Tadschikistan begann mit dem Zerfall der Sowjetunion und der Unabhängigkeit der beiden ehemaligen Sowjetrepubliken. Die Grenzen zwischen der Tadschikischen Sozialistischen Sowjetrepublik und der Kirgisischen Sozialistischen Sowjetrepublik beruhten weitestgehend auf der Grenzziehung aus den späten 1920er-Jahren, hatten aber auf Grund ihres Status als Binnengrenzen innerhalb der Sowjetunion nur eine untergeordnete Bedeutung. Im Rahmen der Kollektivierung und der fortschreitenden Abkehr vom Nomadismus im sowjetischen Zentralasien entstanden in der Kirgisischen und der Tadschikischen SSR zahlreiche Kolchosen, die von einer ausgeprägten zentralstaatlichen Einflussnahme geprägt waren. Zwischen den kirgisischen und tadschikischen Betrieben entwickelte sich während dieser Zeit eine rege Handelstätigkeit, wobei insbesondere Verträge zur Nutzung von Weideland abgeschlossen wurden. Dabei waren die tadschikischen Betriebe auf die Nutzung von Flächen auf dem Gebiet der Kirgisischen SSR angewiesen, da die landwirtschaftlich nutzbaren Flächen in der Tadschikischen SSR stark begrenzt waren. Neben dieser wirtschaftlichen Dimension hatte die Grenzfrage in der Region bereits zu Sowjetzeiten eine kulturelle und politische Dimension. Die Grenzziehung in der Sowjetunion erfolgte vor diesem Hintergrund einerseits entlang sprachlicher und kultureller Kriterien. Auf diese Weise entstanden zahlreiche Exklaven im Ferghanatal, da sich die dortige Bevölkerung sprachlich und kulturell von der des umliegenden Landes unterschied. Andererseits stellten die Grenzen einen gezielten Bruch mit natürlichen Grenzen zwischen den Siedlungsräumen dar, um die Sowjetrepubliken zu schwächen und somit ihre Abhängigkeit von der Sowjetunion und den zentralen Institutionen in Moskau zu verstärken. Diese widerstrebenden Einflussfaktoren führten zu der unklaren und umstrittenen Grenzziehung in der Region, die die nun unabhängigen Nachbarstaaten bis heute nicht gänzlich klären konnten.

Das Oblus Batken in Kirgisistan

Die Provinz Sughd in Tadschikistan

Neben Agrarland gilt Wasser als knappe und oft umstrittene Ressource in der Region. Dies ist allerdings nicht auf einen grundsätzlichen Wassermangel zurückzuführen, sondern auf bereits zu Sowjetzeiten wenig effiziente und seitdem unzureichend gepflegte Anlagen zur Wasserspeicherung und Bewässerung zurückzuführen. Zudem war die sowjetische Bewässerungsinfrastruktur nur im Rahmen einer Zusammenarbeit zwischen den Sowjetrepubliken voll funktionsfähig. Diese Zusammenarbeit fand nach der Unabhängigkeit dieser Territorien nicht mehr ausreichend statt. Die Unabhängigkeit beider Staaten führte auch dazu, dass die bis dahin vor allem als verwaltungstechnisch wahrgenommenen Binnengrenzen zwischen den Sowjetrepubliken mit Kontroll- und Beobachtungsposten, Sperren und bewaffneten Einheiten befestigt wurden. Zuvor als unwichtig angesehene Ungenauigkeiten der Grenzziehung entfalteten damit Konfliktpotenzial. Zudem standen sich statt allenfalls provisorisch bewaffneter Einheimischer militärische und paramilitärische Kräfte gegenüber. Die auch vom Ausland propagierte genaue Grenzziehung und Grenzsicherung führte daher nicht zur Beilegung, sondern zur Verschärfung des Konflikts. In welchem Umfang der radikale Islamismus die Auseinandersetzungen anheizt, ist umstritten.

## Umstrittene Gebiete
Die gemeinsame Grenze von Kirgisistan und Tadschikistan hat eine Gesamtlänge von 971 Kilometern, wobei auf einer Strecke von mehr als 400 Kilometern die genaue Grenzziehung umstritten ist. Als Grundlage für die gegensätzlichen Standpunkte beider Nationen werden Karten aus der Sowjetära angeführt, die die Abgrenzung zwischen beiden Gebieten unterschiedlich darstellen. Die tadschikische Seite verweist auf Kartenmaterial aus den Jahren 1924 bis 1939, während die kirgisische Seite Karten aus den Jahren 1958 bis 1959 verwendet. Die Unterschiedlichkeit der Darstellungen ist auf die stetigen Veränderungen der genauen Grenzziehung in der Region zurückzuführen. Durch Wanderungsbewegungen und die daraus resultierende Veränderung der ethnischen Zusammensetzung einzelner Gebiete, durch Anpassungen zur Steigerung der Effizienz landwirtschaftlicher Betriebe und durch regelmäßige Verhandlungen zwischen der Tadschikischen und der Kirgisischen SSR über geringfügige Veränderungen der Grenzen war der Verlauf der Grenze über Jahrzehnte keineswegs gleichbleibend, sondern stetigen Veränderungen unterworfen. Mit der Unabhängigkeit beider Staaten wurde die Problematik der Grenzziehung akut, konnte bislang auf diplomatischer Ebene aber nicht abschließend gelöst werden. Als Resultat ist der Grenzverlauf an zahlreichen Orten bis heute unklar und umstritten.
Der Konflikt konzentriert sich dabei auf die Grenzziehung im Ferghanatal zwischen dem kirgisischen Oblus Batken und der tadschikischen Provinz Sughd. Von besonderer Bedeutung für den Konflikt ist zudem die tadschikische Exklave Woruch, die von kirgisischem Territorium umgeben ist. Die Grenzen dieser Exklave sind zwischen beiden Staaten umstritten, zudem gibt es Kontroversen um ein kirgisisches Straßenbauprojekt. Eine neue Straße zwischen den kirgisischen Siedlungen Ak-Sai und Tamdyk soll kirgisische Orte im Westen von Woruch mit der Gebietshauptstadt Batken im Osten der tadschikischen Exklave verbinden, ohne dabei tadschikisches Territorium zu durchqueren.

Politische Karte des Ferghanatals

Die geplante Länge der Ak-Sai-Tamdyk-Straße beträgt 24,5 Kilometer, die Kosten wurden bei Baubeginn auf 606 Millionen Som geschätzt. Bislang besteht lediglich eine Straßenverbindung, die bei der tadschikischen Stadt Isfara für eine kurze Strecke durch tadschikisches Territorium führt. Die Trasse der neuen Straße verläuft nach Ansicht der tadschikischen Seite jedoch über das Gebiet der Exklave Woruch und wird daher von Tadschikistan abgelehnt. Die kirgisische Seite weist diese Einwände zurück und treibt den Bau der Straße voran, was immer wieder zu Konflikten führt. Ein weiteres Konfliktthema stellt die Straße zwischen Isfara und Woruch durch kirgisisches Gebiet dar. Diese ist die einzige Straßenverbindung zwischen dem tadschikischen Kernland und der Exklave und ist daher von besonderer Bedeutung. Von tadschikischer Seite wird insbesondere in Folge der kirgisischen Infrastrukturprojekte in der Region eine Sperrung der Verbindungsstraße und damit die Isolation der Exklave vom Rest Tadschikistans befürchtet.
Zu wiederholten Konflikten kam es zudem im Grenzgebiet zwischen den Städten Isfara auf tadschikischer Seite und dem kirgisischen Batken sowie zwischen dem kirgisischen Rajon Leilek und dem tadschikischen Nohija Ghafurow. Häufig sind Streitigkeiten um kleine Gebiete in der Grenzregion zwischen der lokalen Bevölkerung dabei Anlass für gewalttätige Auseinandersetzungen, die teilweise durch das Eingreifen des Grenzschutzes auf beiden Seiten verschärft werden. Immer wieder kommt es bei diesen Konflikten zu Verletzten und Toten.

## Chronologie

### Konflikte vor 1990
Trotz der offiziellen Lesart, dass mit der Gründung der Sowjetunion sämtliche Territorialkonflikte beigelegt worden seien, kam es bereits in dieser Phase zu Auseinandersetzungen. So beantragte die Kirgisische Autonome Sozialistische Sowjetrepublik im Jahr 1924 bei der sowjetischen Zentralregierung die Überführung der Provinzen Isfara und Soʻx aus der Usbekischen Sozialistischen Sowjetrepublik in ihr eigenes Territorium, was aber in Moskau abgelehnt wurde. 1936 führte eine Auseinandersetzung zwischen kirgisischen Nomaden und sesshaften Tadschiken über Ländereien in der Exklave Woruch zu mehreren Todesopfern. In den Jahren 1969, 1970 und 1975 kam es erneut zu Auseinandersetzungen zwischen beiden Volksgruppen um die Gebietszuweisung an eine Kolchose und damit verbundene Trockenlegungsarbeiten im Oblus Batken. Der Konflikt wurde schließlich durch die Umsiedlung eines Dorfs und den Bau einer Wasserpumpstation beigelegt. Ein ähnlich gelagerter Konflikt um Land und Wasser zwischen Dorfbewohnern am Rand der Woruch-Region endete 1989 erst nach dem Einschreiten des Militärs.

### Diplomatische Bemühungen nach der Unabhängigkeit
Mit dem Zerfall der Sowjetunion und der Unabhängigkeit Kirgisistans und Tadschikistans wurde die Klärung der Grenzfragen akut. Die Erklärung von Alma-Ata und die Charta der Gemeinschaft Unabhängiger Staaten schufen dabei die rechtlichen und diplomatischen Rahmenbedingungen für das zukünftige Verhältnis beider Staaten. Seit der Aufnahme diplomatischer Beziehungen zwischen Kirgisistan und Tadschikistan im Januar 1993 werden diese von den ungelösten Grenzfragen belastet. Mit dem Vertrag über die zwischenstaatlichen Beziehungen zwischen der Republik Tadschikistan und der Republik Kirgisistan vom 12. Juli 1996 sowie dem Vertrag über gute Nachbarschaftsbeziehungen und Partnerschaft vom 26. Mai 2004 gab es diplomatische Annäherungen zwischen den beiden Nachbarstaaten, eine Lösung des sich abzeichnenden Grenzkonflikts konnte dabei aber nicht erzielt werden. Mit der Intergouvernementalen Kommission zur Grenzziehung wurde eine Plattform zur Diskussion der offenen Fragen geschaffen, die bedeutendsten diplomatischen Lösungsansätze stellten allerdings bilaterale Treffen der Präsidenten beider Länder dar, die jedoch mehrmals an strittigen Grenzfragen scheiterten. Im selben Zeitraum konnten die Grenzen Kirgisistans zu zwei seiner vier Nachbarn durch Abkommen mit der Volksrepublik China 1996 und 1999 und Kasachstan 2001 festgelegt werden. Diese Abkommen, die auch den Tausch von Gebieten und damit die Abtretung vormals kirgisischen Territoriums an Nachbarstaaten beinhalteten, stießen in der kirgisischen Politik allerdings auf starke Kritik. Nach den Abkommen mit dem östlichen Nachbarn China äußerte insbesondere Asimbek Beknasarow scharfe Kritik am damaligen Präsidenten Askar Akajew und war im Jahr 2005 bei der Tulpenrevolution, die zum Sturz Akajews führte, eine der führenden Figuren der Opposition.

### Erste gewaltsame Auseinandersetzungen

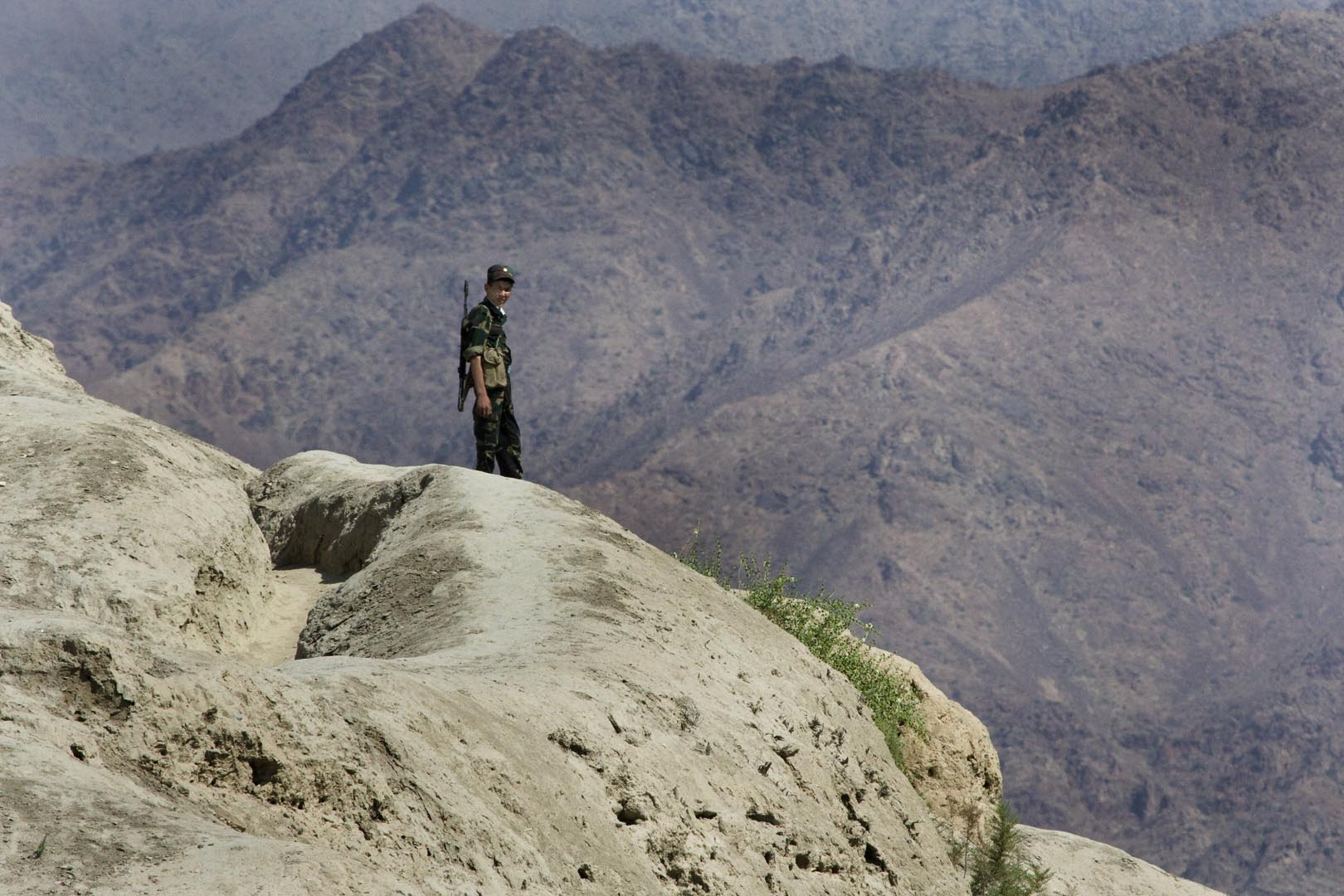
Ein tadschikischer Soldat bei Chudschand in der Provinz Sughd

Neben den diplomatischen Bemühungen zwischen den Nachbarstaaten kam es zu gewaltsamen Auseinandersetzungen entlang der Grenze. Besonders betroffen war dabei das Gebiet zwischen der tadschikischen Exklave Woruch, der tadschikischen Stadt Isfara und der kirgisischen Gebietshauptstadt Batken. So entzündete sich im Jahr 2004 ein lokaler Konflikt an der Anpflanzung von Aprikosenbäumen durch tadschikische Bauern auf einem Gebiet, das auch von kirgisischen Bauern beansprucht wird. Der von der kirgisischen Presse als Aprikosen-Krieg bezeichnete Zwischenfall fand seinen Höhepunkt in der Zerstörung der Bäume durch aufgebrachte kirgisische Bauern. Lokale Eskalationen dieser Art wurden in den 2000er- und 2010er-Jahren regelmäßig in unterschiedlicher Intensität gemeldet.

### Verschärfung des Konflikts 2013–2014

Enklaven in Kirgisistan, darunter die tadschikische Exklave Woruch

Für eine Intensivierung des Konflikts sorgte der Beginn der Bauarbeiten für die Ak-Sai-Tamdyk-Straße in einem Gebiet nahe der tadschikischen Exklave Woruch, das von beiden Staaten beansprucht wird. Am 27. April 2013 kam es bei Arbeiten zum Bau dieser umstrittenen Straße zu einer gewaltsamen Auseinandersetzung, an der insgesamt bis zu 2.000 Einwohner der Region auf tadschikischer und kirgisischer Seite beteiligt waren. Dabei wurden 12 Personen verletzt und zahlreiche Kraftfahrzeuge zerstört. Einen Monat nach diesem Ausbruch der Gewalt trafen sich die beiden Staatspräsidenten Emomalij Rahmon und Almasbek Atambajew zu Gesprächen, die unter anderem den Grenzkonflikt zwischen den beiden Staaten behandelten. Die Staatsoberhäupter bekannten sich zu einer Stärkung der Beziehung zwischen beiden Ländern und kündigten an, eine schnelle Lösung der offenen Grenzfragen anzustreben. Am 31. Mai, vier Tage nach dem Treffen der Präsidenten, kam es erneut zu Zusammenstößen an der Grenze mit mehreren Hundert Personen, sechs Menschen wurden verletzt. Die Verschärfung des Konflikts führte auch zu einer verschärften Rhetorik seitens der Politik in beiden Staaten. Der Vertreter der kirgisischen Regierung in Batken warf den Bewohnern von Woruch vor, alle umstrittenen Gebiete zu besetzen, während der Vorsitzende der tadschikischen Provinz Sughd ankündigte, kein Stück Boden an Fremde zu geben. Auch die Politik in der kirgisischen Hauptstadt Bischkek beschäftigte sich zunehmend mit dem Thema. Am 6. Juni 2013 fand vor dem Parlamentsgebäude in Bischkek eine Demonstration statt, bei der ein verstärktes politisches Engagement in dem Konflikt gefordert wurde. Unterdessen warnte Irina Karamushkina, Mitglied im Ausschuss für Verteidigung und Sicherheit des kirgisischen Parlaments, vor einem stillen Eindringen der Tadschiken durch den Kauf von Grundstücken und Häusern in den umstrittenen Gebieten. Das kirgisische Parlament Dschogorku Kengesch beschloss daraufhin die Bereitstellung von zehn Millionen Som für den Ankauf von Häusern durch die kirgisische Seite. Von Seiten der tadschikischen Regierung wurde weiterhin die Absicht einer Verbesserung der Beziehungen zu Kirgisistan geäußert.
Das Jahr 2014 in der umstrittenen Region begann am 11. Januar mit einem Schusswechsel zwischen kirgisischen und tadschikischen Sicherheitstruppen. Der konkrete Anlass des Schusswechsels blieb unklar, acht Personen mussten auf Grund von Verletzungen in umliegende Krankenhäuser eingeliefert werden. Weiterhin sorgte insbesondere das kirgisische Straßenbauprojekt für konstante Spannungen in der Region. Außerdem kam es im Jahr 2014 erneut zu Konflikten zwischen Landwirten im Grenzgebiet. Dabei wurden gewaltsame Auseinandersetzungen mit landwirtschaftlichen Geräten ausgetragen und Tierställe angezündet. Anlass für Konflikte in der Landwirtschaft waren zumeist Auseinandersetzungen um die Nutzung von Weideland und Wasser. Neben der Ressource Wasser spielte auch Erdöl eine Rolle in dem Konflikt. So kam es im Jahr 2014 zum Streit über eine von Tadschikistan genutzte Erdöl- und Erdgaslagerstätte im Grenzgebiet, auf die auch Kirgisistan Ansprüche erhob. Insgesamt stellten die Jahre 2013 und 2014 mit einer deutlich gesteigerten Zahl von gewaltsamen Zusammenstößen an der Grenze einen vorläufigen Höhepunkt des Grenzkonflikts dar.

### Vorläufige Beruhigung 2015–2017
Im Jahr 2015 kam es zu einer vorläufigen Beruhigung der Lage und einer deutlichen Abnahme der gewaltsamen Zwischenfälle. Zudem konnten bei Verhandlungen über den Grenzverlauf zwischen beiden Staaten soweit vorangetrieben werden, dass Anfang des Jahres 503 von 971 Grenzkilometern mit beiderseitigem Einverständnis festgelegt werden konnten. Die Grenzziehung in den besonders umstrittenen Gebieten wurde dabei vorerst ausgeklammert. Anfang 2016 verschärften die kirgisischen Behörden ihre Maßnahmen gegen tadschikische Bewohner im kirgisischen Rajon Leilek. Der Kauf von Grundstücken in der Region durch tadschikische Staatsbürger war in dieser Region über lange Zeit gängig, obwohl das kirgisische Gesetz den Verkauf von Grundstücken an ausländische Staatsbürger in Grenzregionen verbietet. Im Februar 2016 hissten kirgisische Grenztruppen die Flagge Kirgisistans über Häusern, die zu diesem Zeitpunkt im Besitz tadschikischer Staatsbürger waren. Zudem kam es zu Vertreibungen einzelner tadschikischer Einwohner der Region. Später wurden die tadschikischen Bewohner der Region vor die Wahl gestellt, die kirgisische Staatsbürgerschaft statt der tadschikischen anzunehmen oder die Region zu verlassen. Im Mai 2016 reiste der damalige Premierminister Kirgisistans Sooronbai Dscheenbekow zu Gesprächen nach Tadschikistan. Die Unterzeichnung bilateraler Abkommen im Rahmen des Besuchs scheiterte allerdings an unterschiedlichen Standpunkten hinsichtlich der Grenzfrage. Die diplomatischen Bemühungen konzentrieren sich durch eine zunehmende Zentralisierung in beiden Staaten auf Gespräche zwischen den Regierungen in Duschanbe und Bischkek. Regionale Lösungsansätze wie die 2011 von den Verantwortlichen der Provinz Sughd und dem Oblus Batken eingerichtete Arbeitsgruppe verloren unterdessen an Bedeutung.

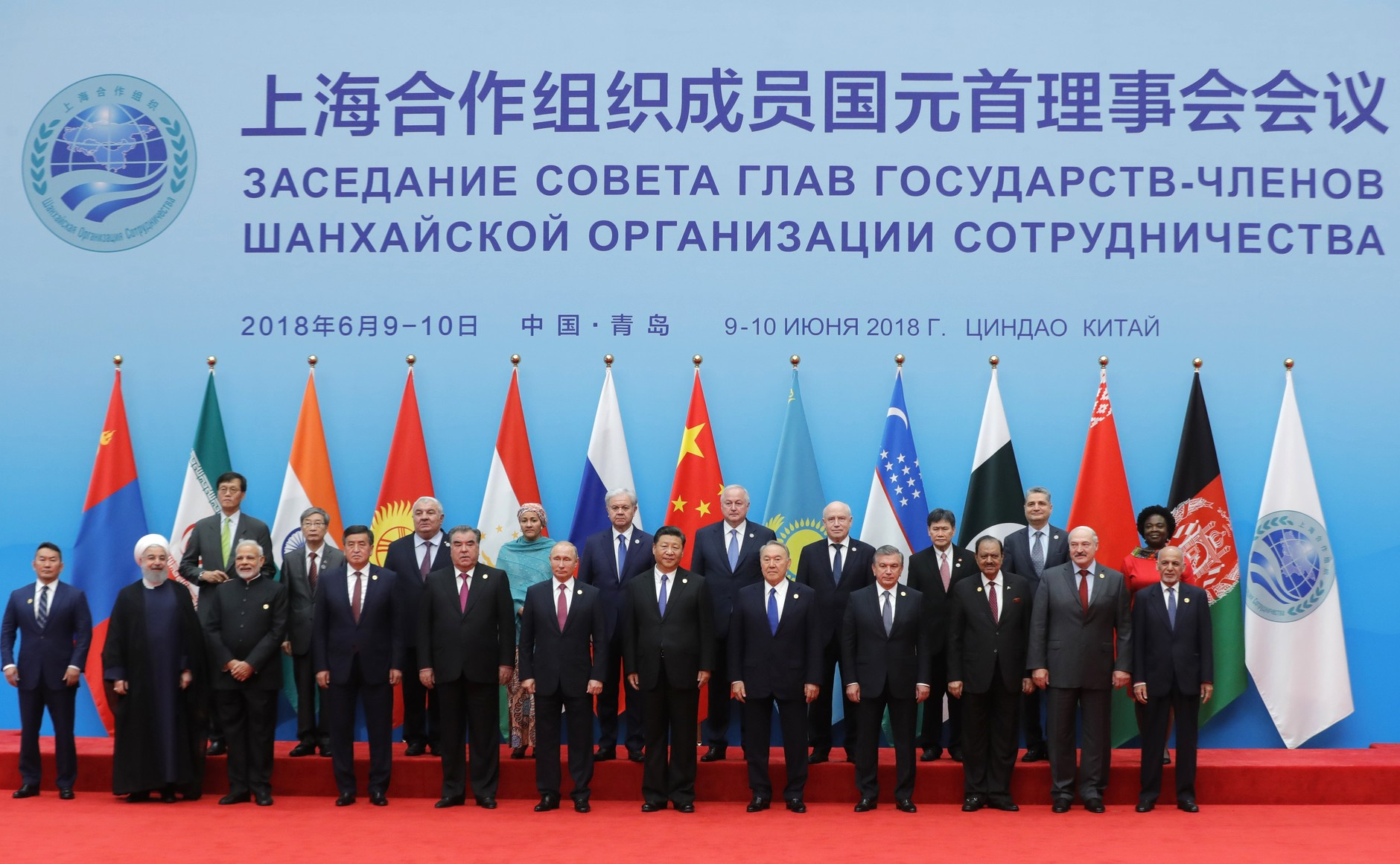
Die Präsidenten Emomalij Rahmon und Sooronbai Dscheenbekow nebeneinander beim Gipfeltreffen der Shanghaier Organisation für Zusammenarbeit 2018 in Qingdao (untere Reihe, 4. und 5. von links)

### Erneute Verschärfung ab 2018
Mit Beginn des Jahres 2018 kam es zu einer deutlichen Verschärfung des Konflikts und einem starken Anstieg der Verletzten und Getöteten bei Zusammenstößen im Grenzgebiet. In der Mehrheit der Fälle kam es in Folge von Streitigkeiten über Wasser oder Land zu gewaltsamen Zusammenstößen zwischen Gruppen von meistens unbewaffneten Bewohnern der Region. Unter anderem durch Steinwürfe wurden bei diesen Gelegenheiten häufig Menschen verletzt. Nur in den wenigsten Fällen eskalierten die Auseinandersetzung durch den Einsatz von Schusswaffen zu Feuergefechten. Am 4. Juni 2018 verständigten sich die Regierungen beider Staaten vor dem Hintergrund der Verschärfung der Situation auf ein Verbot des Einsatzes von Schusswaffen durch Militärangehörige bei Grenzkonflikten. Im März 2019 waren erneut Kontroversen über den Bau und die Nutzung von Straßen in der Region Anlass für eine Belebung des Konflikts. Die Fortsetzung der Arbeiten und die sich abzeichnende Fertigstellung der Ak-Sai-Tamdyk-Straße führten zu erneuten Konflikten und schließlich zu einer gegenseitigen Blockade wichtiger Verkehrsverbindungen in der Region. Während kirgisische Truppen die Verbindungsstraße zwischen Isfara und der Exklave Woruch blockierten, sperrten tadschikische Truppen die Straße zwischen Batken und dem Rajon Leilek, die teilweise über tadschikisches Gebiet verläuft. Bei kleineren Gefechten in der Region wurden mehrere Menschen verletzt, nach Medienberichten gab es auf tadschikischer Seite zudem zwei Todesfälle. Nach dieser Eskalation im Grenzgebiet kam es zu Gesprächen zwischen den Vize-Premierministern beider Staaten.
Ausdruck diplomatischer Bemühungen war zudem das Treffen der beiden Präsidenten Sooronbai Dscheenbekow und Emomalij Rahmon am 26. Juli 2019 in Isfara. Die Gespräche blieben ohne konkrete Ergebnisse zur Lösungen der Streitfragen, beide Staatsoberhäupter kündigten aber an, die gemeinsamen Bemühungen weiter vorantreiben zu wollen.
In der Nacht vom 16. auf den 17. September 2019 kam es an der Grenze südlich der tadschikischen Stadt Ghafurow zu einem Schusswechsel mit zahlreichen Verletzten und insgesamt vier Toten, darunter drei tadschikische Soldaten und ein kirgisischer Soldat. Anlass für die Auseinandersetzung waren Bauarbeiten nahe dem tadschikischen Ort Ovchi Kalacha. Beide Seiten beschuldigten sich gegenseitig illegaler Arbeiten im Grenzgebiet. Die kirgisische Regierung bestellte am 17. September den tadschikischen Botschafter ein und sprach formell ihren Protest gegen das tadschikische Vorgehen in der Region aus. Der kirgisische Premierminister Muchammedkaly Abylgasijew besuchte kurz darauf den Ort der Geschehnisse und kündige verstärkte Bemühungen der Regierung zur Lösung der umstrittenen Grenzfragen an.
In der Nacht vom 9. zum 10. Januar kam es zu mehreren Schüssen nahe dem kirgisischen Dorf Kök-Tasch. Infolgedessen kündigte der kirgisische Premierminister Abylgasijew die Verbesserung der Sicherheitssituation im Grenzgebiet an. Außerdem wurden 254 kirgisische Staatsbürger aus dem Dorf Damkha in dem Gebiet der jüngsten Schusswechsels evakuiert. Der Anlass für den Zusammenstoß blieb umstritten, beide Akteure beschuldigten sich gegenseitig der Provokation.
Auf Grund der COVID-19-Pandemie in Kirgisistan und in Tadschikistan verstärkten beide Staaten im Mai 2020 ihre Grenztruppen zur besseren Kontrolle der Reisebewegungen zwischen beiden Staaten. Zeitgleich kam es vermehrt zu Gewaltausbrüchen im Grenzgebiet. Am 8. Mai 2020 griffen bewaffnete Soldaten auf kirgisischer und tadschikischer Seite in einen der zahlreichen kleinen Zusammenstöße innerhalb der regionalen Bevölkerung ein, nachdem es neben Steinwürfen auch zum Einsatz einer Schusswaffe kam. Fünf Personen wurden bei dem Schusswechsel verletzt, kurz darauf vermeldeten beide Seiten das vorläufige Ende der Gewalt und die Aufnahme von Gesprächen zwischen den lokalen Institutionen.

### Eskalation im Frühjahr 2021

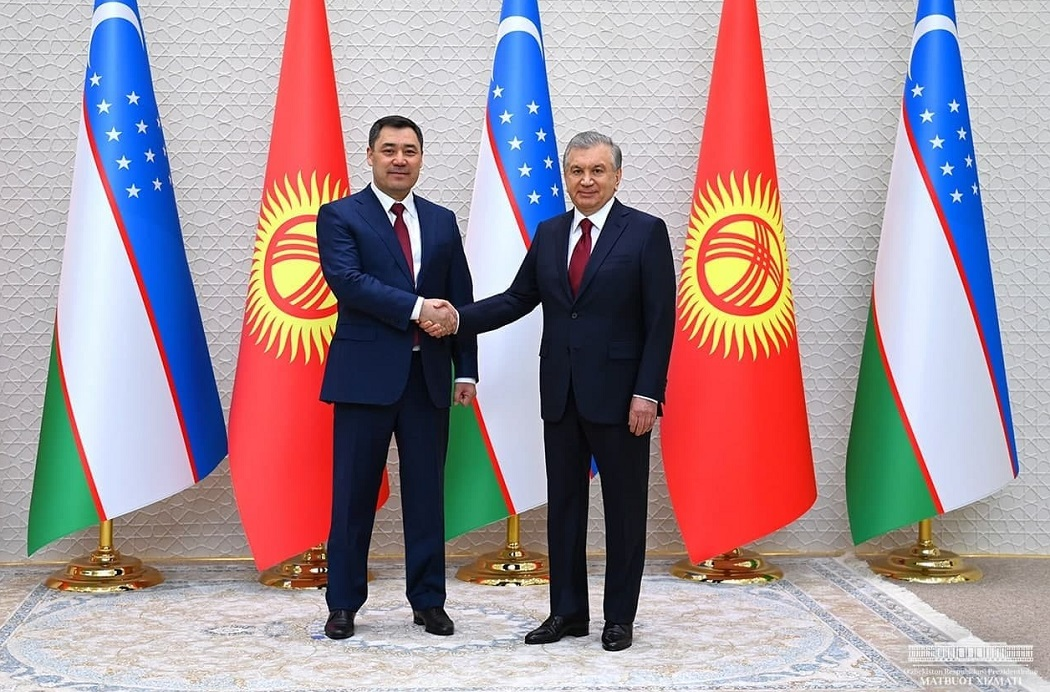
Der kirgisische Präsident Sadyr Dschaparow bei Gesprächen mit seinem usbekischen Amtskollegen Shavkat Mirziyoyev, die unter anderem zur Klärung der bilateralen Grenzfragen führten

Das Jahr 2021 begann mit einer diplomatischen Offensive des neuen kirgisischen Präsidenten Sadyr Dschaparow zur Lösung der ungeklärten Grenzfragen im Ferghanatal. Ende März wurde ein Abkommen zwischen Usbekistan und Kirgisistan unterzeichnet, das die Grenzstreitigkeiten zwischen beiden Staaten weitestgehend ausräumte. Eine vergleichbare Verständigung mit der tadschikischen Regierung scheiterte jedoch. Von tadschikischer Seite blieb die diplomatische Initiative Dschaparows unkommentiert, während der Vorsitzende des kirgisischen Sicherheitskomitees, Kamtschibek Taschijew, den Status der tadschikischen Exklave Woruch als „Stolperstein“ für ein mögliches Abkommen bezeichnete. Statt einer diplomatischen Annäherung kam es im März und April zu verstärkten Truppenbewegungen in der Grenzregion, darunter eine militärische Übung der kirgisischen Grenztruppen mit Beteiligung von etwa 2.000 Soldaten Mitte März.
Am 28. April 2021 mündeten die verstärkten Spannungen in der Region in einer Eskalation des Konflikts. Auslöser für diese war ein Streit um die Nutzung einer Wasserentnahmestelle am Fluss Isfara im Grenzgebiet, im Zuge dessen tadschikische Anwohner eine Videokamera an einem Strommast installierten, um die Nutzung des Wassers durch die kirgisische Seite zu überwachen. Nach kirgisischen Medienberichten werteten einige Bewohner des kirgisischen Dorfes Kök-Tasch dieses Vorgehen als Provokation und versuchten, den Strommast abzusägen. Dabei kam es zu einer ersten direkten Konfrontation zwischen Kirgisen und Tadschiken, bei der es zu Steinwürfen zwischen den beteiligten Personen kam. Von tadschikischer Seite wurde die Installation der Überwachungskamera nicht kommentiert, stattdessen berichtete die staatliche Nachrichtenagentur Tadschikistans von einer „gezielten Anstachelung“ der kirgisischen Bürger durch die Behörden.
In der Nacht vom 28. zum 29. April entwickelte sich dieser Zwischenfall im Grenzgebiet zur schwersten Eskalation in dem Konflikt seit mehreren Jahren. Sowohl von kirgisischer als auch von tadschikischer Seite wurde der Einsatz von Schusswaffen in der Nacht bestätigt, die genauen Umstände blieben jedoch umstritten. In kirgisischen Medien wurde von einem Angriff ausgehend von einem tadschikischen Grenzposten berichtet, auf tadschikischer Seite wurde lediglich der Einsatz von Schusswaffen zur Verteidigung gegen Angreifer von kirgisischer Seite bestätigt. Im Laufe des 29. April weiteten sich die Kämpfe auch geographisch aus, wobei auf einem Grenzabschnitt von der Grenzregion nördlich der kirgisischen Stadt Batken bis südlich der tadschikischen Stadt Chudschand mehrere Grenzposten auf beiden Seiten angegriffen und zahlreiche Häuser in Brand gesetzt wurden. Die Gefechte spielten sich dabei vor allem auf der von Kirgisistan kontrollierten Seite der Grenze ab, unter anderem wurden Grenzposten und Geschäfte eingenommen oder angezündet, auf einigen Gebäuden wurde die Flagge Tadschikistans gehisst. Berichte und Videoaufnahmen aus den Kampfgebieten belegen den Einsatz von Maschinengewehren, Mörsern, Raketenwaffen und Kampfhubschraubern. Die tadschikische Regierung bestätigte Plünderungen auf kirgisischem Gebiet durch tadschikische Staatsbürger, bestritt aber eine Beteiligung der tadschikischen Streitkräfte in dem Konflikt. Nach der Darstellung von tadschikischer Seite waren die tadschikischen Kampfhubschrauber lediglich zur Evakuierung von Zivilisten im Einsatz, Fotos aus dem kirgisischen Ort Ortoboz deuten jedoch auf den Einsatz von Hubschraubern zum Abschuss von Raketen hin.
Auf politischer Ebene begannen nach dem Gewaltausbruch im Grenzgebiet rasch die Bemühungen um eine Deeskalation. Am Abend des 29. Aprils gab das kirgisische Außenministerium die Vereinbarung einer Waffenruhe und den Abzug der Streitkräfte beider Seiten aus der Region bekannt. Die Gewalt im Grenzgebiet ging daraufhin zurück, nur vereinzelt kam es zu weiteren gewaltsamen Zusammenstößen. Gespräche zwischen den Präsidenten beider Staaten sowie zwischen Taschijew und seinem tadschikischen Amtskollegen Saimumin Jatimow am 1. Mai ergaben darüber hinaus die Einrichtung einer gemeinsamen Kommission zur Überwachung des Abzugs auf beiden Seiten der Grenze. Am 2. Mai wurde zudem ein Abkommen unterzeichnet, das weitere Bemühungen zur Festlegung der Grenze im umstrittenen Gebiet vorsieht. Kamtschibek Taschijew kündigte am 3. Mai bei einem Auftritt in der Konfliktregion die präzise Demarkation der Grenze auf einer Länge von 112 Kilometern bis zum 9. Mai an. Am selben Tag veröffentlichte die Generalstaatsanwaltschaft in Bischkek eine Pressemitteilung, in der eine juristische Aufarbeitung der Zwischenfälle im Grenzgebiet angekündigt wurde und das Vorgehen der tadschikischen Seite in dem Konflikt scharf kritisiert wurde. Der kirgisische Präsident Dschaparow nannte die Gewalt im Grenzgebiet einen „Versuch, die territoriale Integrität Kirgisistans zu verletzen“ und kündigte rasche Hilfe für die betroffenen Regionen an.
Nach vorläufigen Angaben starben bei den Kämpfen im Grenzgebiet 36 Personen auf kirgisischer Seite und 18 Personen auf tadschikischer Seite. Mehr als 200 Menschen wurden teilweise schwer verletzt und allein auf kirgisischer Seite wurden mindestens 44.000 Bewohner der Region infolge der Kämpfe evakuiert. Auf kirgisischer Seite wurden nach Angaben des Ministeriums für Notfallsituationen 120 Wohnhäuser und 84 weitere Gebäude, darunter vier Grenzposten, zerstört.

### Kämpfe im September 2022
Bei Zusammenstößen am 14. September mit kirgisischen Wachleuten, die Tadschikistan beschuldigten, in einem abgegrenzten Gebiet Stellungen bezogen zu haben, wurde ein tadschikischer Grenzschutzbeamter getötet und zwei weitere verletzt. Am 16. September schossen nach Angaben Kirgisistans die tadschikischen Streitkräfte erneut auf ihre Außenposten.  Es kam zu Zusammenstößen entlang der Grenze mit den tadschikischen Streitkräften, bei denen Panzer, gepanzerte Fahrzeuge und Mörser eingesetzt wurden. Tadschikistan beschuldigte die kirgisischen Streitkräfte, einen seiner Außenposten und mehrere Dörfer beschossen zu haben. Aus der grenznahen Region Batken wurden nach kirgisischen Behördenangaben etwa 120.000 Menschen evakuiert. Beim Treffen der Shanghaier Organisation für Zusammenarbeit kamen die Präsidenten beider Länder zu einem Gespräch zusammen. Die Zahl der Todesopfer stieg bis zum 18. September auf 81. 46 Menschen wurden in Kirgisistan getötet, die anderen 35 in Tadschikistan. Außerdem wurden 139 Menschen verletzt.